# Nenê Macaggi
Maria "Nenê" Macaggi (Paranaguá, 24 de abril de 1913 — Boa Vista, 4 de março de 2003) foi uma escritora e revisora de textos brasileira.

## Biografia
Filha do italiano Narciso Macaggi e da paulista de origem portuguesa Maria de Paiva. Era irmã mais jovem da também escritora Ada Macaggi.
Ainda adolescente mudou-se para o Rio de Janeiro onde estudou e começou sua carreira em periódicos como Jornal do Brasil, Jornal de Notícias e hebdomadários como “A Carioca”, “O Malho” e “A Seleta”.
Em 1940 transfere-se para Manaus (Amazonas) a convite do governo federal, onde se encanta pela selva amazônica e pelas populações indígenas. Visita inúmeras aldeias indígenas e é nomeada delegada especial do então Serviço de Proteção aos Índios (antigo SPI, hoje a FUNAI). Em 1942 fixa sua residência definitiva em Boa Vista quando a área ainda era parte do estado do Amazonas. No ano seguinte é criado o Território Federal do Rio Branco e Boa Vista torna-se sua capital.
Permanece até sua morte em Roraima, onde escreve muitas obras ambientadas naquela remota região do Brasil. Em sua homenagem, o governo do estado deu seu nome ao Palácio da Cultura "Nenê Macaggi" em Boa Vista.

## Obras
- Chica Banana. Rio de Janeiro : Irmãos Pongetti, 1938.
- Água Parada
- Contos de Dor e Sangue (1940)
- A Mulher do Garimpo
- Conto de Amor, Conto de Dor” (1970)
- Exaltação ao Verde (1980)
- Dada Gemada – Doçura Amargura (1980)
- A Paixão é coisa terrível” (1990)
- Nara-Suê Uerena – O romance dos Xamatautheres do Parima